# Мішел Темер
Мішел Мігел Еліас Темер Лулія (порт. Michel Miguel Elias Temer Lulia; нар. 23 вересня 1940, Тіете, Сан-Паулу, Бразилія) — бразильський державний і політичний діяч, адвокат, доктор юридичних наук, віцепрезидент Бразилії з 1 січня 2011 року (при президенті Ділмі Русеф), голова Партії бразильського демократичного руху. 31 серпня 2016 внаслідок оголошення Сенатом Бразилії імпічменту Ділмі Русеф, став виконувачем обов'язків Президента Бразилії.

## Біографія
Сім'я Темер походить з північно-ліванського села Бтаабура, розташованої неподалік від міста Триполі, батьки є маронитами. Таким чином, він є другим віцепрезидентом Бразилії ліванського походження після Жозе Марії Алкміна.
Мішел Темер закінчив юридичний факультет університету Сан-Паулу. У 1983 році був призначений генеральним прокурором міста, потім очолював секретаріат з громадської безпеки в префектурі.
З 1987 по 2010 рік Темер шість разів обирався депутатом від штату Сан-Паулу. Більш того, в 1997-2001, а також 2009-2010 роки він був спікером Палати депутатів країни.
З 2001 року Темер очолює Партію бразильського демократичного руху.
17 грудня 2010 Темер покинув Палату депутатів у зв'язку з обранням віцепрезидентом Бразилії на минулих 31 жовтня виборах.